# Mediengestaltung
Mediengestaltung bezeichnet die gestalterische Praxis, also den (a) künstlerischen und (b) designerischen Umgang mit Medien. Mediengestaltung vereint somit die Medienkunst mit Mediendesign und beschreibt dadurch den gesamtheitlichen Prozess einer ästhetischen Formgebung, bei dem Medien sowohl Werkzeug als auch Werkstoff sein können.
Da sich traditionelle Ausbildungsberufe wie beispielsweise Druckvorlagenhersteller, Schriftsetzer und Tontechniker seit 1998 nun Mediengestalter Digital und Print, Mediengestalter Bild und Ton und Gestalter für immersive Medien nennen, hat sich die Bedeutung des Begriffs Mediengestaltung umgangssprachlich derart verändert, dass er heute oftmals als Synonym für die designerischen Tätigkeitsfelder aus den entsprechenden Berufsausbildungen verwendet wird.
Um dieser Begriffsveränderung Rechnung zu tragen, rücken die Studienfächer der Mediengestaltung zur Differenzierung die Wörter Kunst und Design vermehrt in den Vordergrund. Der Studiengang Visuelle Mediengestaltung an der Wiener Angewandten nennt sich beispielsweise jetzt Digitale Kunst, der Studiengang Mediengestaltung an der Bauhaus-Universität Weimar nennt sich jetzt Medienkunst/Mediengestaltung.

## Duale Berufsausbildung
Der Beruf des Mediengestalters kann in Deutschland in mehreren Fachbereichen als duale Ausbildung direkt in entsprechend qualifizierten Unternehmen absolviert werden. So können Auszubildende praktische Erfahrungen in den Ausbildungsbetrieben sammeln und zeitgleich theoretische Kenntnisse an spezialisierten Berufsschulen erwerben. In Deutschland gibt es unter anderem folgende Ausbildungsberufe im Bereich der Mediengestaltung:
- Mediengestalter Digital und Print[1]
- Mediengestalter Bild und Ton[2]
- Gestalter für immersive Medien[3]

An der Kunstuniversität Linz und an der TU Darmstadt wird Mediengestaltung als Lehramtsstudium angeboten, um entsprechend qualifizierte Berufsschullehrer für die genannten Fachbereiche auszubilden.

## Studium
Mediengestaltung ist als akademische Disziplin im tertiären Bildungsbereich vertreten. Originäre Hochschul-Studiengänge mit Diplom- oder Bachelor-/Masterabschlüssen zum Mediengestalter werden von einigen Hochschulen angeboten.
Bekannte Standorte sind:
- Hochschule Furtwangen – Fakultät Digitale Medien (Bachelor Medieninformatik, OnlineMedien und Medienkonzeption / Master Design Interaktiver Medien)[4]
- Universität für angewandte Kunst Wien früher Fachbereich Visuelle Mediengestaltung, jetzt Digitale Kunst.
- Kunsthochschule für Medien Köln (jetzt: Interdisciplinary Group Expanded Design)[5]
- Bauhaus-Universität Weimar (seit 2009 umbenannt zu: Medienkunst/Mediengestaltung)[6]
- Universität der Künste Berlin (umbenannt zu: Kunst und Medien)[7]
- Universität Bielefeld (Medieninformatik und -gestaltung)
- Hochschule für Künste Bremen (im Studiengang Digitale Medien)[8][9]
- Hochschule Mainz (Lehreinheit Mediendesign, Studiengang Zeitbasierte Medien BA & MA)[10]
- Kunstuniversität Linz – Institut Kunst und Bildung, Abteilung Mediengestaltung[11]
- Hochschule Hof (Studiengang Mediendesign, BA)[12]
- Hochschule Trier (Studiengang Intermedia Design, BA & MA)[13]
- Fachhochschule Münster[14] (Studiengang Design, BA & MA)
- Hochschule Hannover (Studiengang Design, BA & MA)